# CD銀河
cD銀河(type-cD galaxy, cD-type galaxy, cD galaxy)は、銀河の形態分類の1つであり、Dタイプの巨大楕円銀河の一部である。恒星の巨大な銀河ハローを持つ。しばしば銀河団の中心近くで見られる。supergiant ellipticalsまたはcentral dominant galaxiesとしても知られる。

## cD銀河
cD銀河は、Dタイプ銀河とともにヤーキス分類による分類である。"c"は、銀河が非常に大きいことを示しており、"D"は銀河が拡散して見えることを示している。逆生して、"cD"はしばしばcentral Dominant galaxyを意味するのにも用いられる。cD銀河は最も大きい銀河と考えられている。
cD銀河は、レンズ状銀河や楕円銀河に似ているが、それより何倍も大きく、半径100万
光年を超える巨大な包を持つものもある。低表面輝度の包を伴った楕円状に見える。現在は、cD銀河は銀河の合体の結果であると考えられている。いくつかのcD銀河は複数の銀河核を持つ。cD銀河は、しばしば銀河団のbrightest cluster galaxy(BCG)になるのが見られる銀河の1つである。多くの化石銀河群の銀河はcD BCG銀河に似ており、cD銀河は化石銀河群の生成の結果であり、その後化石銀河群の周りに新しいクラスタが蓄積したものだという説もある。しかし、cD銀河自体は化石銀河群と異なり散在銀河としては見られない。cD銀河は、BCGの約20%を占める。

## 成長
cD銀河は、銀河団の中心に落ち込む銀河の融合により成長すると信じられている。この説は、1965年にHerbert J. Roodが提唱した。この「共食い」成長モデルで、銀河の圧倒的な大きさと明るさが説明できる。銀河団で2番目に明るい銀河は、「捕食されている」と考えられる。「食べられた」銀河の残骸は、ガスや塵の拡散した銀河ハローとして見えることがあり、この銀河ハローの直径は300万光年にも達する。cD銀河は、銀河団の質量に依り、12.5ビリアル半径内のバリオンの合計質量のうち、単独で1-7%を占めると推定されている。

### 力学的摩擦
銀河団の中心でのcD銀河の形成には、力学的摩擦が重要な役割を果たすと信じられている。この過程は、銀河団中での大きな銀河の動きが小さな銀河や暗黒物質をその後流に引き付ける時に始まる。この高密度領域は大きな銀河の後ろを流れ、定常的な重力を及ぼし、速度を低下させる。運動エネルギーを失うと、大きな銀河は徐々に銀河団の中心に向かって落ち込む。一度そうなると、大きな銀河の恒星、ガス、塵、暗黒物質やそれを追いかける銀河も加わり、同じ運命を辿る。超巨大で拡散した楕円銀河は、この蓄積に由来する。融合銀河の中心は長期間認識できる状態で残るため、cD銀河には複数の「核」があるように見える。

## cD銀河の例
- ESO 383-76 - シャプレー超銀河団を構成するAbell3571の中心。有効半径において既知の最大の銀河 (長軸直径:1,764,000光年 短軸直径:882,000光年)[27]
- NGC 1275[28]
- NGC 6166[29]
- IC 1101 - 既知の最も大きな銀河の一つ[30][31][32]。近年の観測では距離が修正された結果、有効半径(長軸直径:553,200光年、短軸直径:403,300光年)、銀河ハローの直径200万光年とされる。[33]
- M87 - おとめ座銀河団の中心
- NGC 1399 - ろ座銀河団
- NGC 4889
- NGC 6086
- QSO 0957 - 最初に同定された重力レンズ天体

## 関連文献
- PDF - "A Preliminary Classification of the Forms of Galaxies According to Their Stellar Population", W. W. Morgan, Yerkes Obeservatory, 1958, doi:10.1086/127415, Bibcode: 1959PASP...71..394M  (PASP 70)
- PDF - "Intracluster light and the extended stellar envelopes of cD galaxies: an analytical description", Marc S. Seigar, Alister W. Graham, Helmut Jerjen, July 2007 doi:10.1111/j.1365-2966.2007.11899.x, Bibcode: 2007MNRAS.378.1575S , arXiv:astro-ph/0612229v2 (MNRAS 07/2007)